# Synoditinus herteli
Synoditinus herteli är en skalbaggsart som beskrevs av August Reichensperger 1929. Synoditinus herteli ingår i släktet Synoditinus och familjen stumpbaggar. Inga underarter finns listade i Catalogue of Life.